# Tlogosari (Giritontro)
Tlogosari is een bestuurslaag in het regentschap Wonogiri van de provincie Midden-Java, Indonesië. Tlogosari telt 2140 inwoners (volkstelling 2010).